# 1999 NX54
1999 NX54 är en asteroid i huvudbältet som upptäcktes den 12 juli 1999 av LINEAR i Socorro County, New Mexico.
Asteroiden har en diameter på ungefär 13 kilometer.